# Прийомихов Валерій Михайлович
Валерій Михайлович Прийомихов (рос. Валерий Михайлович Приёмыхов, 26 грудня 1943, Бєлогорськ, Амурська область, Російська РФСР — 25 серпня 2000, Москва, Росія) — радянський російський кіноактор, режисер, сценарист.

## Життєпис
Батько, Михайло Прийомихов, був родом з-під міста Малоярославець. В роки сталінського розкуркулення батько, тоді 17-річний юнак, перебрався в Малоярославець, де упросив прийняти його в Фабрично-заводське училище (ФЗУ). Ледь закінчив навчання, піддався радянській пропаганді їхати комсомольцям на Далекий Схід СРСР на будівництво. Прибув в Кубишевку-Східну, де згодом і одружився. Молодь розселили в бараки та гуртожитки. Молодь агітували демонструвати ентузіазм і завзятість, адже їх готували до ролі комуністичного авангарду і будівництва світлого майбутнього всього людства. Тому на комсомольські збори молодь ходила в супроводі духового оркестру. Батько працював в залізничному депо, але родина примусово міняла місце роботи й проживання за вказівками райкому. Засліплені комуністичною пропагандою, люди не розуміли іншого життя й інших прагнень. Урядові обіцянки закінчувались газетними передовицями, зданими в архіви, а реальні долі — пияцтвом і покинутими могилами ентузіастів-комсомольців на сплюндрованих провінційних кладовищах. Алкоголізм (як реакція на нездійснене і несправедливе) був і у батька майбутнього актора.

## Роки навчання і художня самодіяльність
Хлопця рятувала художня самодіяльність. Працював в Казані, опанував токарний верстат, голодував до першої зарплатні. В художню самодіяльність потрапив практично випадково, пішов разом із приятелем «за компанію». Грав роль «скульптури» в п'єсі «Гамлет», але це був легендарний переклад з англійської поета Бориса Пастернака. Шматки тексту вистави знав напам'ять.
Пізніше влаштувався у Владивостоцький театральний інститут. Там же познайомився зі своєю першою дружиною. Дорослішав пізно і важко, в усьому відбивались незрілість соціальна і нестача досвіду.
За державними реформами навчання в радянських вишах скоротили до трьох років. Під цей наказ потрапив і випуск Валерія. Разом із дружиною (Ольга Машна) за державним розподілом потрапив на працю до Уссурійського драматичного театру

## Московський період
По розлученню з першою дружиною, перебрався в Москву. Влаштувався відразу у два інститути — в Московський Літературний та у ВГІК. Обрав для себе ВГІК як більш серйозний і привабливий для себе. Богемне життя і пустопорожнє студентське спілкування відхилив досить рішуче. Аби перервати хибні зв'язки, влаштувався двірником і покинув акторський гуртожиток. Двірницька квартирка стала і продовженням бібліотеки, і кабінетом сценариста. Творче усамітнення Валерія Прийомихова доби студентства добре зрозумів один з приятелів, котрий пізніше зауважив: «Ти єдиний, котрий усе взяв від ВГІКу».

## Перелік сценаріїв
- «Іван і Коломбіна», 1975
- «Мить удачі» (Свердловська кіностудія), 1977
- «Дикий Гаврило», 1977
- «Молодший науковий співробітник», 1978
- «Нікудишня», 1980
- «Магія чорна і біла», 1983
- «Милий, дорогий, коханий, єдиний», 1984
- «Зломщик», 1986
- «Штани», 1988
- «Князь Удача Андрійович», 1989
- «Мігранти», 1991
- «Хрестоносець», 1995
- «Хто, якщо не ми», 1998
- «Володимир Святий», 1999

## Фільмографія
- 1983: «Життєва справа»
- 1983: «Пацани»
- 1985: «Проста смерть...»
- 1986: «Тихе розслідування»
- 1986: «Попутник»
- 1987: «Наприкінці ночі»
- 1988: «Наш бронепоїзд»
- 1988: «Штани»
- 1988: «Продовження роду»

та інші.

## Смерть
Працював кіноактором і сценаристом. Декілька кінострічок Валерія Прийомихова отримали визнання й у радянських глядачів, і у держави. Він тричі отримував Державну премію.
Помер в Москві. Похований на Кунцівському цвинтарі в Москві.